# Enrique Gil y Carrasco
Enrique Gil y Carrasco (Villafranca del Bierzo, 15 de julio de 1815-Berlín, 22 de febrero de 1846) fue un escritor romántico español, recordado fundamentalmente por la novela romántica historicista El Señor de Bembibre (1843), obra maestra de la prosa romántica de ficción española, que sigue el modelo de la novelística de Walter Scott.

## Biografía

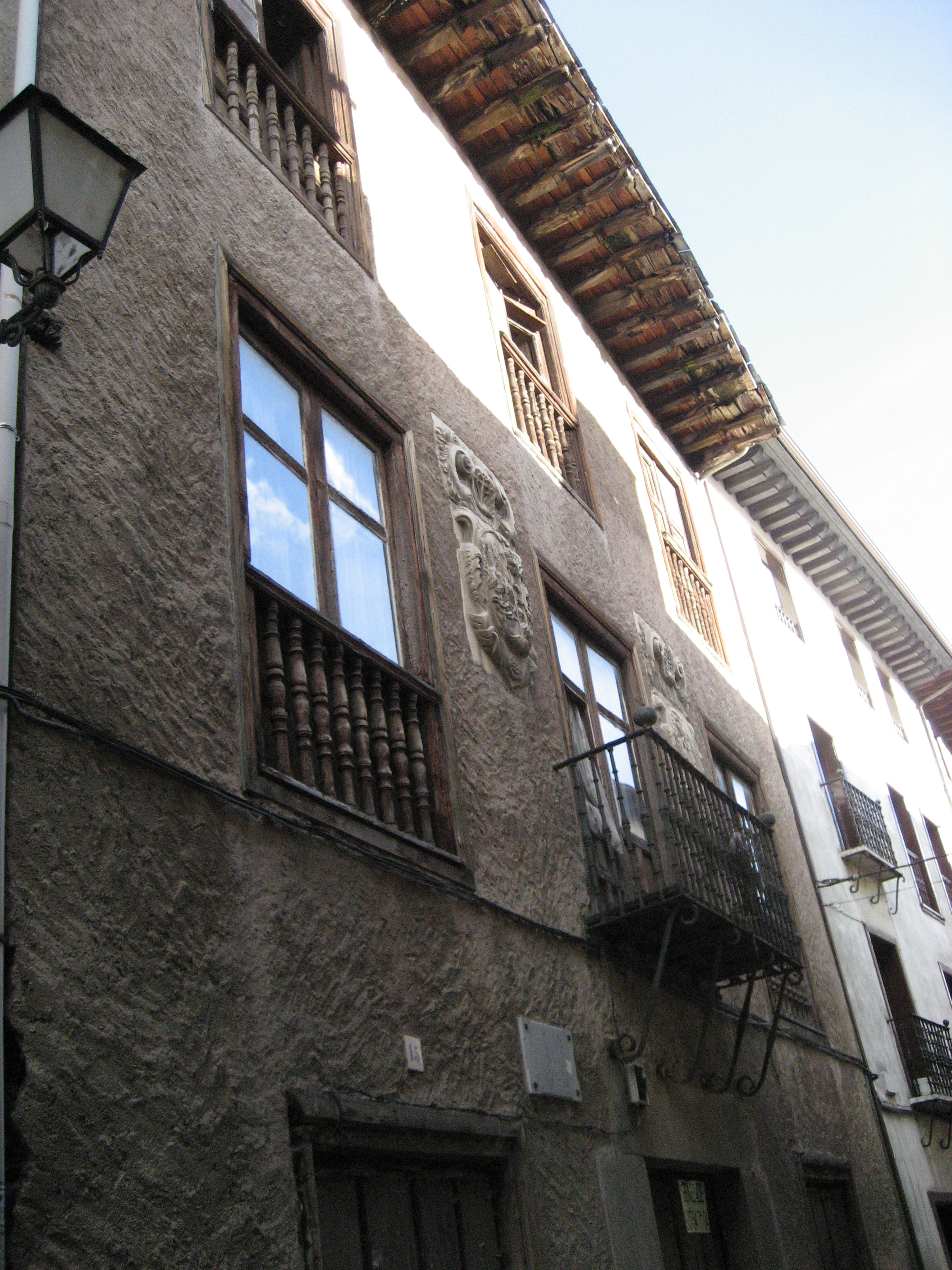
Casa en la que nació el escritor Enrique Gil y Carrasco en Villafranca del Bierzo

Nacido el 15 de julio de 1815 en la localidad berciana de Villafranca del Bierzo, en la provincia de León, Gil y Carrasco se educó en una familia acomodada, católica y tradicionalista. Manuela Carrasco, su madre, era natural de Zamora. Su padre, Juan Gil, era oriundo de Soria y administraba las fincas del marqués de Villafranca y de la Colegiata de Villafranca. Por ello se instalaron en esta localidad. Además de Enrique, el matrimonio tuvo varios hijos: Juana (nac. 1813), Nemesia (1817), Eugenio (1819), Pelayo Pablo (1822), que moriría siendo niño, y Águeda (1826), que nació ya en Ponferrada. La desamortización supuso la venta de diversos monasterios de la comarca y el pase de grandes propiedades eclesiásticas, tierras sobre todo, a las manos del marqués de Villafranca. Eso influyó en el interés arqueológico de Enrique; pero el padre no perdió la ocasión de adquirir una casa y un prado, según los documentos exhumados por Jean-Louis Picoche. Tras el fallecimiento del marqués el 12 de febrero de 1821, un inspector de Hacienda descubrió una estafa del padre a los marqueses por valor de 20.114 reales, que le supuso la destitución de su cargo y la obligación de devolver el descubierto a la marquesa. La familia se trasladó entonces a Ponferrada, si bien el padre continuó aún trabajando unos meses en Villafranca como administrador del capítulo de la Colegiata y de los bienes de José María Sánchez de Ulloa, heredero del señorío de Arganza.

### Estudios y formación
Enrique inició sus estudios en el convento agustino de Villafranca entre 1823 y 1828; después pasó a la fundación benedictina de Vega de Espinareda para proseguirlos, según contó su hermano en la biografía Un ensueño. Ingresó en el seminario de Astorga el 18 de octubre de 1829, donde fue más estudiante que estudioso, y lo abandonó para estudiar Leyes en la Universidad de Valladolid. Allí aparece matriculado de segundo curso en 1832, porque un decreto de 1830 de Fernando VII ordenó el cierre de las universidades. Permaneció en la ciudad entre 1831 y 1836 donde coincide con su amigo de la infancia Joaquín del Pino, además de conocer a José María Ulloa y Miguel de los Santos Álvarez. También es posible que tratase a otros personajes que estudiaban allí, como José Grijalba, Jerónimo Morán, Buenaventura García Escobar, Manuel de Assas o José Zorrilla. La leva de 100.000 hombres para ganar la guerra carlista le hizo dejar la universidad en 1835; fue soldado en el ejército cristino dos meses, pero se reincorporó en diciembre de 1835 a los estudios. Los veranos los pasaba en Ponferrada, realizando excursiones por el Bierzo. Hizo amistad con Guillermo Bailina y con su hermana Juana, musa de sus primeros escritos.

### Poeta y novelista romántico
Se fue a Madrid contra la voluntad de su padre a seguir sus estudios; consta en el libro de matrículas de 1836-1837 en sexto de Derecho. Terminó la carrera en 1839. No se produjo una reconciliación antes del fallecimiento del padre, pues este murió en Ponferrada el 18 de septiembre de 1837, dejando el cargo de administrador de rentas reales, que era de carácter hereditario y debía corresponder a Enrique, a su hermano Eugenio, mientras que Enrique no asistió siquiera al entierro. En Madrid el escritor berciano hizo amigos entre los liberales, uno de ellos José de Espronceda, quien leyó en el Liceo, el 7 o 14 de diciembre de 1837, su poema Una gota de rocío; también leyó allí Espronceda su poema El cisne en 1838. Gil y Carrasco estuvo en el entierro de Mariano José de Larra como un miembro más de El Parnasillo; en este acto se dio a conocer su compañero José Zorrilla. En El Parnasillo, tertulia reunida en el Café del Príncipe, surgió el Ateneo de Madrid, el brillante Liceo Artístico y Literario (del cual fue un habitual Gil y Carrasco desde su fundación en 1837), el Instituto, y otras muchas agrupaciones literarias.
Publicó poemas bien  en El Español y en No me olvides, y se convirtió en colaborador asiduo en prosa y verso de El Correo Nacional, dirigido por Andrés Borrego; para él escribió nueve poesías y un cuento fantástico en 1838; ese mismo año publicó también en El Liceo Artístico y Literario hasta 1839 y en el Semanario Pintoresco Español, dirigido por Ramón Mesonero Romanos, desde febrero de 1839. En los últimos meses de 1838 se inicia como crítico teatral de El Correo Nacional, pero también hay escritos suyos en La Legalidad de González Bravo, en El Entreacto y en El Piloto.
En 1838 se leen varios poemas suyos: El cisne, Polonia (una oda patriótica), El Sil, A Blanca y Paz y porvenir (otra oda). En A la memoria del Conde Alange, dedicada a José de Espronceda, y A la memoria del general Torrijos deja ver sus preocupaciones políticas liberales. Como socio del Liceo firmó en el álbum poético regalado a la regente María Cristina en la recepción oficial el 30 de enero de 1838 y asistió a la fiesta con motivo del traslado de la asociación al Palacio de Villahermosa el 3 de enero de 1839. Después se le agravó una tuberculosis que ya arrastraba de épocas anteriores y regresa a Ponferrada. En ese periodo de forzada postración, y reanimado por los vientos del otoño, empezó a escribir la novela El lago de Carucedo, que envió por correo a Mesonero Romanos en marzo y en abril de 1840, y este la publica; en efecto, en la primavera de 1840 ya se encuentra mejor y tres años más tarde concluirá la novela histórica El Señor de Bembibre. En el Semanario Pintoresco Español retoma su actividad como crítico con su artículo sobre las Poesías de Espronceda. El 28 de noviembre de 1840 obtiene un puesto fijo de ayudante segundo en la Biblioteca Nacional gracias a su amigo Espronceda. Aprovecha la documentación que allí obtiene sobre la Orden del Temple para elaborar su futura novela. En mayo de 1841, durante la regencia de Espartero, empieza a colaborar en El Pensamiento, revista fundada por sus amigos Eugenio Moreno, Espronceda, Ros de Olano y Miguel de los Santos Álvarez. Allí trata temas como la filosofía de Juan Luis Vives o la literatura de los Estados Unidos. Pasó un mes durante el verano boreal de 1841 en Ponferrada. Deja de publicar desde octubre de 1841 a febrero de 1843, consagrado a la redacción de El señor de Bembibre y a los artículos de costumbres que serán editados en 1843 en Los españoles pintados por sí mismos y en Bosquejo de un viaje a una provincia de interior. 
El 23 de mayo de 1842 muere su amigo y protector José Espronceda, al que consagra ese mismo día su poema "A Espronceda", muerte a la que siguen las de otros amigos y familiares, deprimiendo al escritor berciano. El poema sobre Espronceda es publicado en El Corresponsal y El Eco del Comercio. Regresa al Bierzo el verano boreal de 1842 con su salud quebrantada y allí realizó excursiones para documentar su Bosquejo de un viaje a una provincia de interior. En 1843 aparece Los españoles pintados por sí mismos, compendio colectivo de artículos costumbristas donde colabora con tres artículos, y aparecen en El Sol, los escritos que formarán el Bosquejo de un viaje a una provincia de interior. Ofrece al editor Francisco de Paula Mellado su recién acabada novela histórica El señor de Bembibre. Además colabora en El Laberinto, revista fundada por Antonio Flores, desde noviembre de 1843 hasta que marche a Berlín en abril de 1844. Durante el gobierno de su amigo González Bravo (noviembre de 1843 - mayo de 1844) se le nombra secretario de la legación en Prusia. Además, el presidente del gobierno conservador era cuñado de un amigo de Gil y Carrasco, el actor Julián Romea. En ese cargo debía recorrer todos los länder y realizar diversos informes sobre la industria alemana. Su labor fue fundamentalmente restablecer relaciones diplomáticas con Prusia, rotas desde 1836 y repuestas en 1848, poco tiempo después de la muerte de Gil. Abandona su puesto de bibliotecario el 29 de febrero de 1844 y sale de Madrid a principios de abril; dedica seis horas al día a aprender alemán, lengua que acabará dominando al igual que el francés y el inglés. Visita Valencia y Barcelona tras los pronunciamientos que provocaron la destitución de González Bravo en favor de Narváez. El 20 de mayo embarca en el buque "El Fenicio" rumbo a Marsella y viaja por Europa durante cuatro meses antes de llegar el 24 de septiembre a Berlín. Pasa por Marsella, Lyon, París (desde el 1 de junio hasta el 9 de agosto), Lille, Bruselas, Gante, Brujas, Ostende, Amberes, Róterdam, La Haya, Ámsterdam, el Valle del Rin, Fráncfort, Hannover, Magdeburgo y Potsdam. Aprovecha para elaborar su informe sobre la industria alemana. Desde Francia remite dos artículos a El Laberinto y escribe un Diario, donde revela sus gustos literarios: Fray Luis de León, Byron, Schiller, Goethe. En Berlín amista con Alexander von Humboldt y conoce al Príncipe Carlos y a su esposa, a la que dará clases de español.

### De su prematura muerte en Berlín
En el verano boreal de 1845 se agrava su enfermedad, pero prefiere permanecer en Berlín antes que marchar a Niza a recuperarse, también para evitar el peligro de un viaje. Regala unos ejemplares de El señor de Bembibre a Humboldt y al rey. Humboldt le ofrece en nombre del rey la gran medalla de oro de las artes y las letras; en correspondencia, Enrique solicita para su amigo la Gran cruz de Carlos III, que le entregará en su casa a finales de enero de 1846. Pero su salud se deteriora rápidamente y fallece la mañana del 22 de febrero de 1846. Tenía premoniciones de su temprano fin, como se ve en poemas y artículos, y en efecto, murió joven, como muchos románticos. A su muerte dejó a su familia en la pobreza. Fue enterrado en el cementerio católico de Santa Eduvigis, en Berlín. Al sepelio asistieron el barón de Humboldt, su amigo José de Urbistondo, que costeó un sencillo monumento funerario y diversos diplomáticos. Sus restos se redujeron cuando caducó la propiedad de la sepultura en 1882, y ahora está enterrado allí el cadáver de Peter Reichenperger; los huesos se repatriaron en 1987 a la iglesia de San Francisco de Villafranca del Bierzo gracias a las gestiones del profesor Jean-Louis Picoche. Los apuntes y enseres de Gil y Carrasco permanecieron en la embajada de Berlín hasta la Segunda Guerra Mundial, en que desaparecieron. Entre ellos había notas de viaje y escritos de los que existe referencia gracias a César Morán. Publicaron necrológicas El Castellano, El Español, El Liceo de la Coruña y El Semanario.

## Obra

### Poemas
Aunque sólo compuso treinta y dos poemas, todos entre 1837 y 1842, Gil y Carrasco merece un puesto entre los poetas románticos. Aportó, en efecto, una rara nota de intimidad, melancolía vital, impalpabilidad lírica y preocupación postmortem que le transforman en el predecesor de Gustavo Adolfo Bécquer. Cantó la naturaleza, haciéndola partícipe de sus sentimientos de soledad, desilusión, fugacidad de la vida, futilidad del esfuerzo del hombre: así, en «La palma del desierto», «La violeta», flor que transformó en emblema de su vida, y en «Un recuerdo de los templarios», donde se evoca la decadencia del castillo de Ponferrada. Se preocupó por la política de sus días: «A Polonia» es un lamento por su reparto; «El 2 de mayo» desborda de fuertes sentimientos antifranceses; «Paz y porvenir» expresa una gran confianza en el futuro de España. Expuso sus preocupaciones del más allá en «El cisne» y «Un ensueño» y dejó una excelente elegía en «A la muerte de Espronceda», poeta a quien, lo mismo que Zorrilla, debe parte de su inspiración.

### Viajes y costumbres
Escribió artículos de viajes y costumbres. Entre aquellos destacan «Bosquejo de un viaje a una provincia del interior», muy documentado históricamente, que aprovechó en la redacción de El señor de Bembibre; o los que fueron fruto de su experiencia en el extranjero, «De Lyon a París», «Diario de un viaje», con observaciones sobre costumbres y monumentos artísticos. Entre los segundos son los más notables los tres insertos en Los españoles pintados por sí mismos, de marcado sabor regionalista y de gran valor folclórico y antropológico. En «El pastor trashumante» se nos introduce con términos técnicos en la forma de vida del pastor de Babia: su paso a Extremadura, despedida y regreso, el trasquileo o la asignación de pastos. En «El segador» se habla de la depresión económica de Galicia que obliga a sus habitantes a contratarse como segadores en Castilla: la dureza del trabajo, el salario, el viaje y sus peligros. Gil y Carrasco alude a un tapiz de Goya como ilustrativo del tipo. En «El maragato» hace una descripción de un mulero y guía entre Madrid y Galicia y se describe una boda en la Maragatería con todo detalle.

### Crítica literaria
Contribuyó también a la crítica literaria con treinta y ocho artículos publicados entre 1838 y 1844. Resulta un crítico agudo, que aportó evaluaciones certeras de su tiempo. En «Poesías de Zorrilla», habla de poeta nacional, de la resurrección de las tradiciones, sus imágenes opulentas y sus diálogos dramáticos. De Espronceda destaca las influencias de Béranger y Byron, el escepticismo y la desesperanza y su intento por democratizar la poesía. En «Romances históricos del duque de Rivas» señala el hábil desarrollo, el colorido descriptivo, la influencia neoclásica. Aprovecha la ocasión para apuntar los defectos de El moro expósito. Hizo también reseñas teatrales y de libros; entre estas últimas sobresalen las dedicadas a Juan Luis Vives, en que percibe su sentido reformista y ataca a Rousseau, y "De la literatura de Estados Unidos, por A. Vail", en la que índica las valoraciones españolas de la literatura estadounidense.

### El Señor de Bembibre
Se inició como narrador con «El anochecer de la Florida» (El Nacional 1838), novelita corta sobre la recuperación de un joven desesperado, y «El lago de Carucedo» (Semanario Pintoresco, 1840), narración breve sobre el terremoto que, según leyenda, formó el lago. En 1844 apareció en Madrid su novela histórica El señor de Bembibre, que obtuvo un éxito resonante. Gil y Carrasco se inspiró para escribirla en las historias de Juan de Mariana y Jerónimo Zurita, en la Crónica anónima de Fernando IV, la Historia genealógica de la casa de los Lara, de Salazar y Castro, y las Disertaciones históricas de la Orden de los Templarios de Campomanes. Sus modelos literarios son: Bride of Lammermoor, de Walter Scott; I promessi sposi, de Alessandro Manzoni, por su fondo moral y religioso, y El templario y la villana de Juan Cortada, con la que coincide en aspectos generales.
El fondo histórico de la novela está constituido por las luchas políticas y militares que envolvieron la desaparición de los templarios durante el reinado de Fernando IV. El tema interesa a Gil y Carrasco por varios motivos: el amor a su tierra de El Bierzo, de la que era verdadero apasionado; el innegable romanticismo del asunto, pues se trataba de una historia vinculada a las Cruzadas cuya grandeza terminó en dolor; la analogía con la Desamortización de Juan Álvarez Mendizábal, hecho aún vivo en la conciencia española cuando escribía el autor.
El argumento interrumpido acá y allá por referencias a la historia de los templarios, se funda en los infaustos amores de Beatriz y Álvaro. Destinados el uno para el otro, la ambición de Alonso Osorio, padre de Beatriz, frustra su destino, en conjunción con una nube de circunstancias desfavorables que entregan a la infortunada muchacha en brazos del conde de Lemos. En el colmo de la desesperación, Álvaro se hace templario, mientras una lenta cuanto insidiosa enfermedad se apodera de Beatriz. Muerto el conde de Lemos en lucha con Álvaro, la viuda se llena de desesperación ante los votos religiosos de su enamorado. Dispensado éste por el Papa, y cuando la felicidad estaba al alcance de ambos, muere Beatriz en plena juventud, y Álvaro recibe el hábito de San Bernardo acompañándola al sepulcro poco después. Como en tantas otras historias románticas, se destaca en ésta la frustración de la juventud y del amor por obra del esquema social: la autoridad paterna unas veces, los intereses políticos o religiosos otras. Gil y Carrasco insiste en la infelicidad individual que de ello se deriva, mostrando para ejemplo el castigo consecuente de quien no respeta los derechos del individuo. La extinción de la casa Osorio es, en la novela, un caso típico, que se comenta así:
Quedó un vivo cuanto doloroso ejemplo de la vanidad, de la ambición y de los peligros que suelen acompañar a la infracción de las leyes más dulces de la naturaleza.
Pero, fuera de esta lección moral común a los románticos, hay algo que comunica encanto singular y perennidad a esta producción artística. En primer lugar, el acentuado sentido de la melancolía y tristeza del destino humano: la felicidad pasa, quedan las ruinas, y nada puede torcer el hado implacable del tiempo. Morirá Beatriz, víctima de su propia tristeza, tras una enfermedad magistralmente descrita, que parece la misma del autor. Y todas las demás personas se verán inmersas en un sentimiento nihilista, viniendo a ser sombras que brillan un momento al sol de la tarde.
Se destaca, por otro lado, la importancia de la naturaleza, cuya descripción no tiene paralelo en la época: se trata de una naturaleza concreta, bien conocida por Gil y Carrasco, con la que, sin duda, compartió las penas de la infancia y la enfermedad: la del Bierzo, sus montañas, pueblecitos y castillos, atardeceres y mañanas, así como la cambiante vista de las estaciones, todo ha sido evocado con maestría. Hay que señalar, por fin, el ritmo lento: es una novela estática, en que la acción, mínima y simple, cede el lugar al análisis los sentimientos. Los momentos últimos de Beatriz son magníficos logros en esta dirección: emana honda emoción del intento del escritor por prolongar unos minutos una vida truncada, que no ha mecido la felicidad sino para morir.

### Ediciones
De sus obras existen estas ediciones: 
El señor de Bembibre (Madrid, 1844). Se han hecho numerosas ediciones posteriores.
Poesías líricas (Madrid. Medina y Navarro, 1875), prólogo de Gumersindo Laverde.
Obras en prosa (Madrid, Laverde Ruiz, 1883), coleccionadas por J. del Pino y F. de la Vera.
Obras completas (Madrid, Atlas, 1954), edición y notas de Jorge Campos, BAE, 74.
En el año 2014, la editorial Bierzo Paradiso inició la edición de las obras completas de Enrique Gil y Carrasco, junto a estudios y trabajos realizados por estudiosos de su obra, en formato físico y digital. En el mes de abril aparecieron  en la colección "Biblioteca Gil y Carrasco" los dos primeros tomos: el primero recoge su obra poética, y el segundo la leyenda "El Lago de Carucedo". En el 2015, con motivo del bicentenario de su nacimiento, se completó la edición de las obras de Gil y Carrasco. En Villafranca del Bierzo, su villa natal, tuvo lugar la apertura del Congreso Internacional: Enrique Gil y el Romanticismo, que celebró un acto de colofón colocando su nombre al Teatro Villafranquino al que estuvo ligado en su fundación.